# Bouwkeet

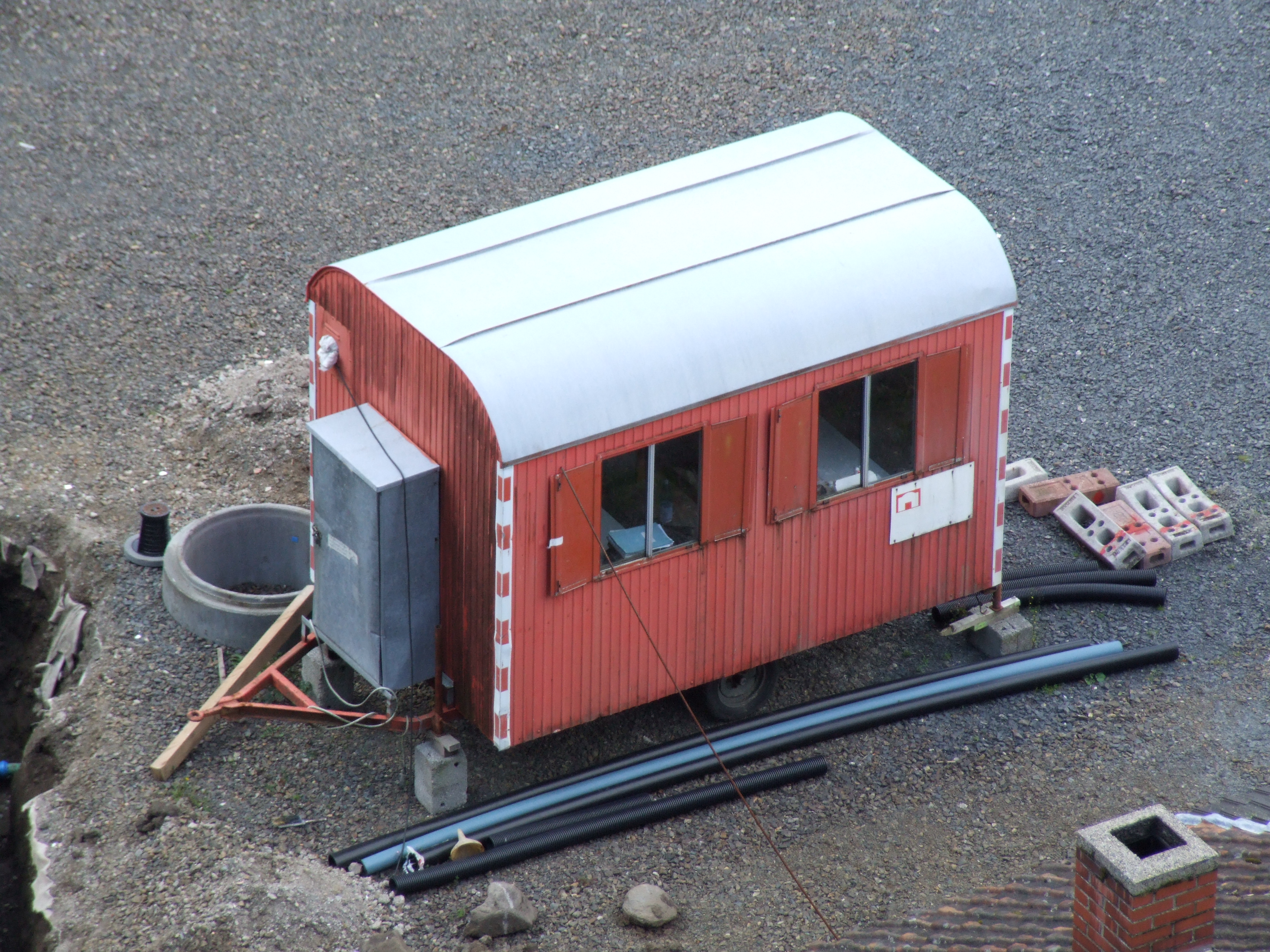
Bouwkeet

Een bouwkeet of werfkeet is een tijdelijke en verplaatsbare huisvesting voor bouwvakkers op de bouwplaats. Daarnaast wordt een bouwkeet ook gebruikt bij verbouwingen van huizen of bedrijfspanden en bij wegwerkzaamheden. Deze staat dan voor de deur van het te verbouwen pand of bij de weg waaraan gewerkt wordt en wordt dan gebruikt door de mensen die bij de verbouwing of wegwerkzaamheden betrokken zijn.
Primair is een bouwkeet bedoeld als ruimte om te schaften en voor pauzes. Daarnaast wordt er gereedschap en materialen in opgeslagen, zodat deze niet dagelijks terug genomen hoeven te worden. 

## Soorten bouwketen

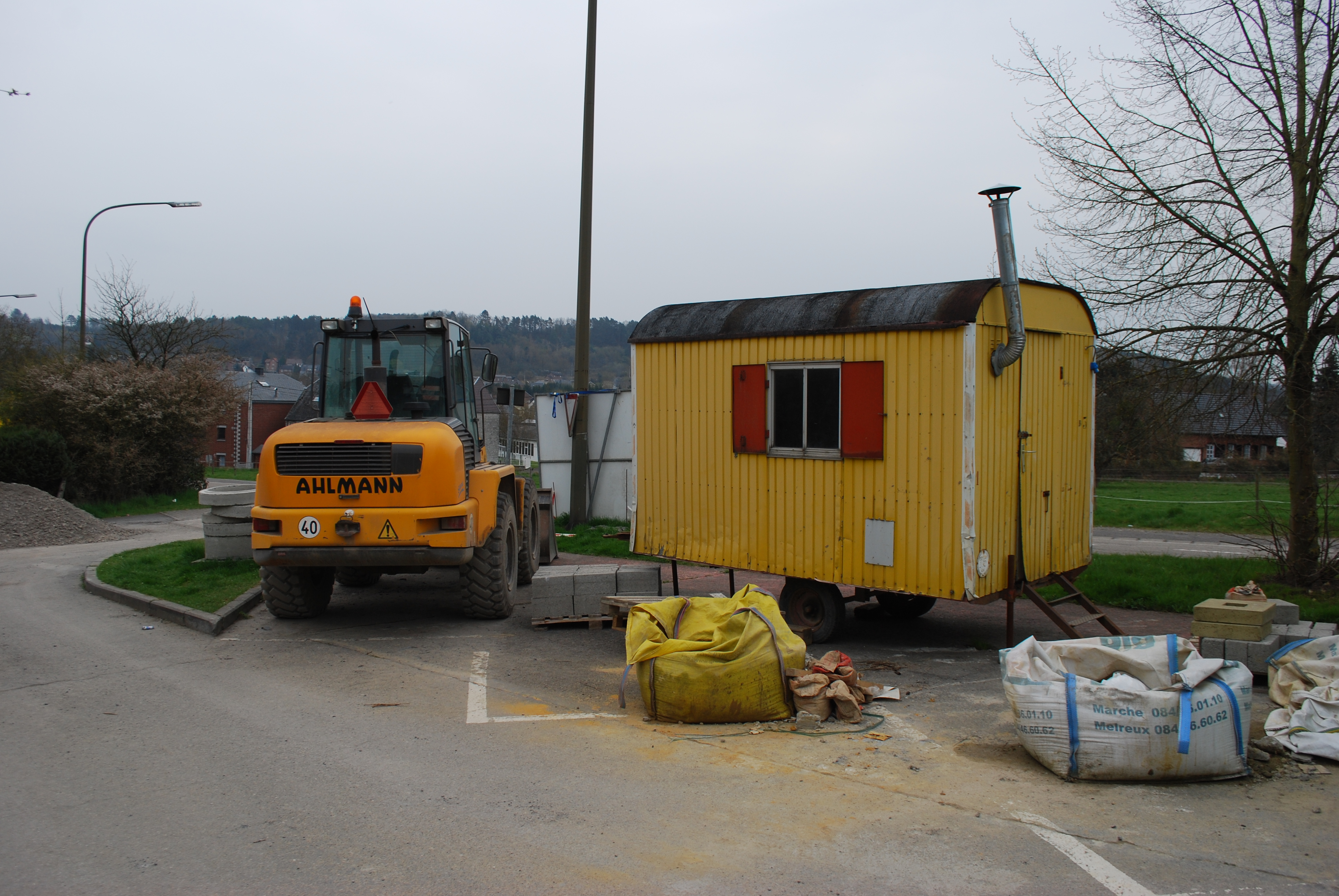
Schaftwagen

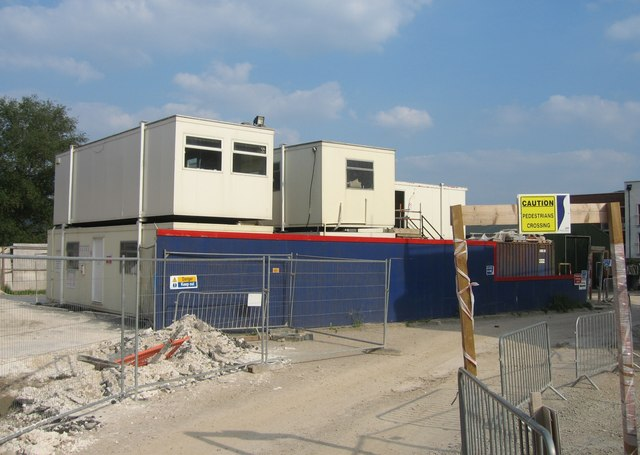
Bouwunits

Er bestaan vele soorten bouwketen, in veel verschillende afmetingen. Er zijn twee hoofdgroepen:

### Schaftwagen
De schaftwagen is een mobiele wagen van 2,00 tot 2,90  meter breed. De wagen heeft een plat of afgebogen dak en is meestal niet gemotoriseerd. Hij kan worden getrokken door een voertuig met een trekhaak. Er zijn twee varianten namelijk voor langzaam en snelverkeer. Een schaftwagen is er in verschillende varianten:
- Schaft (alleen een ruimte om te schaften)
- Schaft-magazijn (een ruimte om te schaften met daarbij een ruimte voor materialen en gereedschap)
- Schaft-magazijn-toilet (naast een ruimte om te schaften en op te bergen is hier een toilet ingebouwd)

### Schoon-vuilwagen
Dit is een wagen in de vorm van een schaftwagen die onder andere gebruikt wordt bij het saneren van asbest. De wagen heeft drie ruimtes: een schone kant, een douchegelegenheid en een vuile kant. Men stapt met de vuile kleding de wagen binnen, kleedt zich uit, doucht, trekt schone kleding aan, en komt vervolgens schoon aan de andere zijde weer uit de wagen.

### Bouwunit
Een bouwunit of portocabin is groter dan een schaftkeet en staat meestal niet op wielen, maar op een metalen frame. Bouwunits worden verplaatst met takelwagens of hijskranen. De standaard breedte van een bouwunit is 2,80 tot 2,90 meter en ze kunnen tot 12,70 meter lang zijn. Deze units zijn vaak voorzien van sanitaire voorzieningen en kunnen voor uiteenlopende doeleinden gebruikt worden. Door units te schakelen en/of te stapelen kunnen ze complete kantoren of gebouwen vormen. Bouwunits zijn daarom heel geschikt om een tijdelijk onderkomen te creëren voor scholen, kantoren of winkels waarvan het oorspronkelijke gebouw wordt verbouwd of wordt vervangen door een nieuw gebouw.

## Andere betekenis
- Veel dorpen in Nederland hebben ook door de jeugd gebouwde keten. Deze, vaak in de meer landelijke gebieden staande, keten worden in het weekend door jongeren gebruikt om alcohol te nuttigen. Zie: Drankkeet.